# Arthur e la città proibita
Arthur e la città proibita (Arthur et la Cité interdite) è un romanzo fantasy per ragazzi di Luc Besson, scritto nel 2003 ispirandosi a un'idea di Céline Garcia. Seguito di Arthur e il popolo dei Minimei, è il secondo volume di una serie di quattro romanzi e, assieme al primo volume, ha ispirato il film Arthur e il popolo dei minimei, diretto dallo stesso autore.
È stato pubblicato per la prima volta in italiano nel 2005.
La fine di questo romanzo rimanda al successivo capitolo, Arthur e la vendetta di Maltazard.

## Trama
Il primo volume si era concluso con l'arrivo Arthur, Selenia e Betameche nella città di Necropolis, la capitale del regno del Malvagio alias Maltazard.
All'interno della roccaforte c'è il tesoro che permetterà ad Arthur di poter pagare Davido, il crudele imprenditore che vuole soffiargli la casa per costruirci sopra immensi stabili di cemento che distruggeranno il giardino e così i minimei.
Arthur verrà baciato da Selenia che gli conferirà tutti i suoi poteri, poi verranno catturati in quanto scoperti da Maltazard, Arthur nella prigione ritroverà il nonno perduto diversi anni or sono. Quando Maltazard darà il via al suo malefico piano, ovvero inondare tutto, i nostri eroi - Selenia, Arthur, Betameche il Nonno - scapperanno, Arthur e il nonno tornano. Il Nonno prende tempo mentre Arthur recupera il tesoro (il "trono" di rubini di Maltazard). Il nonno da quello che deve a Davido, che si rivela un truffatore/ladro di quarta classe, perché cercherà di rubare tutto il tesoro, ammettendo che quello era l'unico motivo per il quale voleva la casa, il capo dei Matassalai lo blocca e il tesoro viene restituito. Il libro si conclude con Arthur che dice: "Presto sarò di nuovo da te.." e Selenia che dall'albero gli risponde: "Ti aspetterò qui".